# Cruise Ausonia
Le Cruise Ausonia est un navire mixte de la compagnie italienne Grimaldi Lines. Construit de 2000 à 2002 par les chantiers Flender Werke de Lübeck pour la compagnie grecque Superfast Ferries, il portait à l'origine le nom de Superfast XII (en grec : Σουπερφαστ XII, Souperfast XII). Mis en service en octobre 2002 sur les lignes entre la Grèce et l'Italie, il est revendu en 2017 au groupe Grimaldi et rejoint la flotte de l'armateur italien en 2018 sous le nom de Cruise Ausonia. Employé sur les lignes entre l'Italie continentale et la Sardaigne dans un premier temps, il bascule par la suite sur la desserte de la Sicile à partir de 2021.

## Histoire

### Origines et construction
Au début des années 2000, la compagnie Superfast Ferries essuie toujours une rude concurrence avec ses rivales Minoan Lines et ANEK Lines sur les lignes entre la Grèce et l'Italie. Depuis l'introduction des car-ferries rapides par Superfast en 1995, les principaux opérateurs de la mer Adriatique ont tous équipé leurs flottes d'unités similaires, d'abord Minoan Lines dès 1997 puis ANEK Lines en 2000. Afin de se maintenir au niveau de ses concurrents, Superfast avait déjà renouvelé sa flotte en 2001 avec les imposants Superfast V et Superfast VI qui ont remplacé les Superfast III et Superfast IV après seulement trois ans de service. Dans l'optique de supplanter les Superfast I et Superfast II, Superfast lance la construction d'une quatrième paire de navires.
Baptisés Superfast XI et Superfast XII, les futurs navires sont conçus sur la base des quatre unités de Superfast prévues pour être exploités en Europe du Nord. Malgré une apparence très similaire, ils comportent toutefois quelques différences, notamment au niveau des superstructures mais aussi des installations avec l'ajout d'une piscine, à l'instar des autres navires de Superfast exploités dans l'Adriatique. Leur capacité est pratiquement identique à celle des Superfast V et Superfast VI, de même que l'appareil propulsif qui présente toujours les mêmes caractéristiques.
Construit par les chantiers Flender Werke de Lübeck, le Superfast XII est mis sur cale le 23 novembre 2000 et lancé le 7 décembre 2001. Après plusieurs mois de finitions, il est livré à Superfast le 2 octobre 2002. La construction du navire et de son jumeau provoquera toutefois la mise en faillite du chantier Flender Werke.

### Service

#### Superfast Ferries (2002-2018)

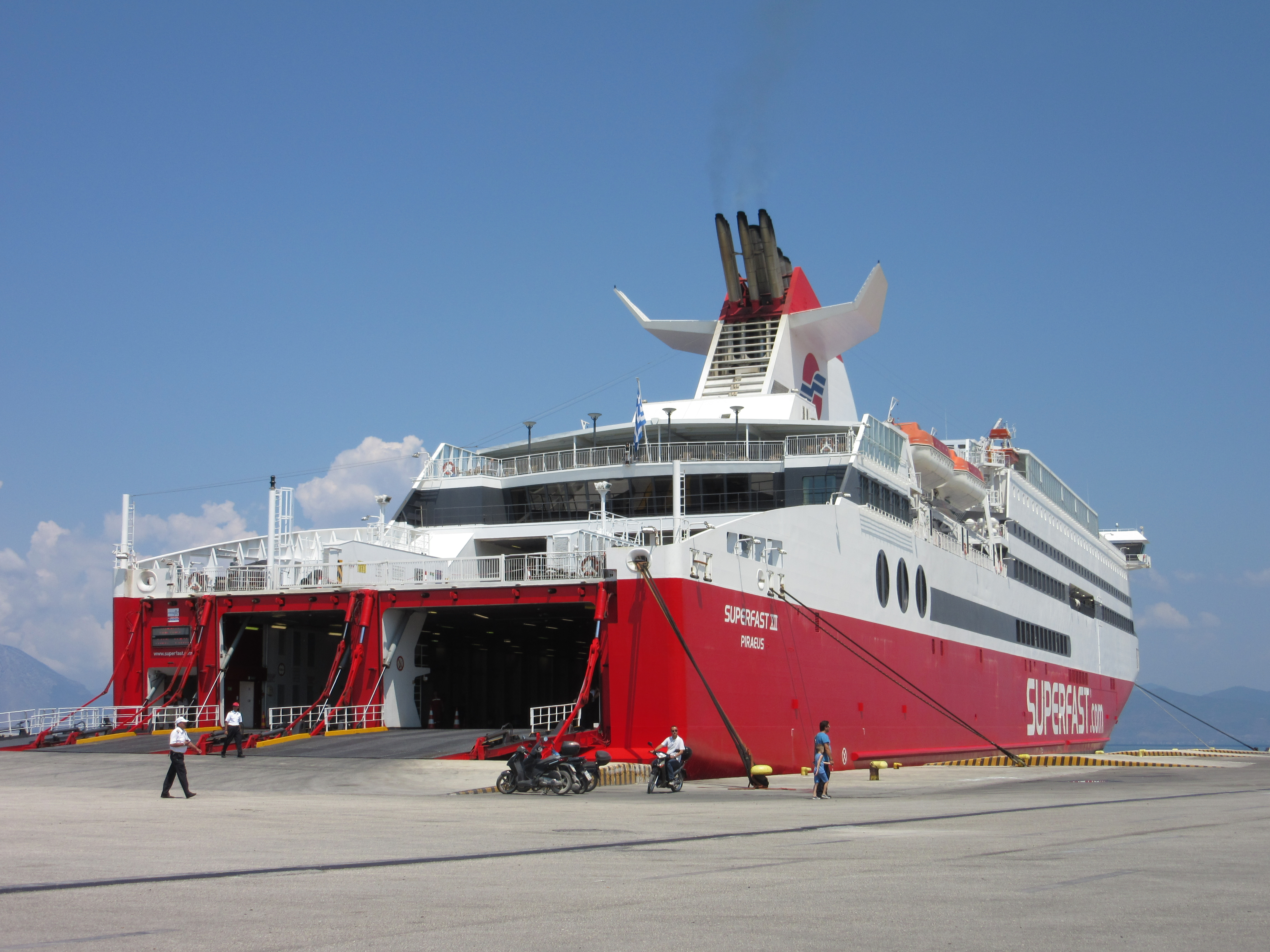
Le Superfast XII à quai à Ancône.

Après avoir quitté l'Allemagne le 3 octobre 2002 pour rejoindre la Méditerranée, le Superfast XII est mis en service le 12 octobre entre la Grèce et l'Italie.
À compter de mars 2009, il est transféré sur la desserte de la Crète au départ du Pirée. Il reviendra naviguer en mer Adriatique entre 2013 et 2015 avant d'être une nouvelle fois affecté en mer Égée, cette fois-ci à la desserte des Cyclades et du Dodécanèse.
Le 16 juin 2017, alors que le Superfast XII s'apprête à quitter Le Pirée, un inconnu lance une alerte concernant un colis piégé qui se trouverait à bord du navire. L'annonce entraîne immédiatement l'interventions des autorités ainsi que l'évacuation du navire. Cette alerte se révèlera toutefois fausse et le Superfast XII quittera Le Pirée avec plus d'une heure et demie de retard.
En octobre, Superfast Ferries décide de ne pas reconduire les lignes de la mer Égée pour l'année 2018. Le Superfast XII est alors vendu à la compagnie italienne Grimaldi Lines. Il achève sa dernière traversée sous pavillon grec le 18 mai 2018.

#### Grimaldi Lines (depuis 2018)

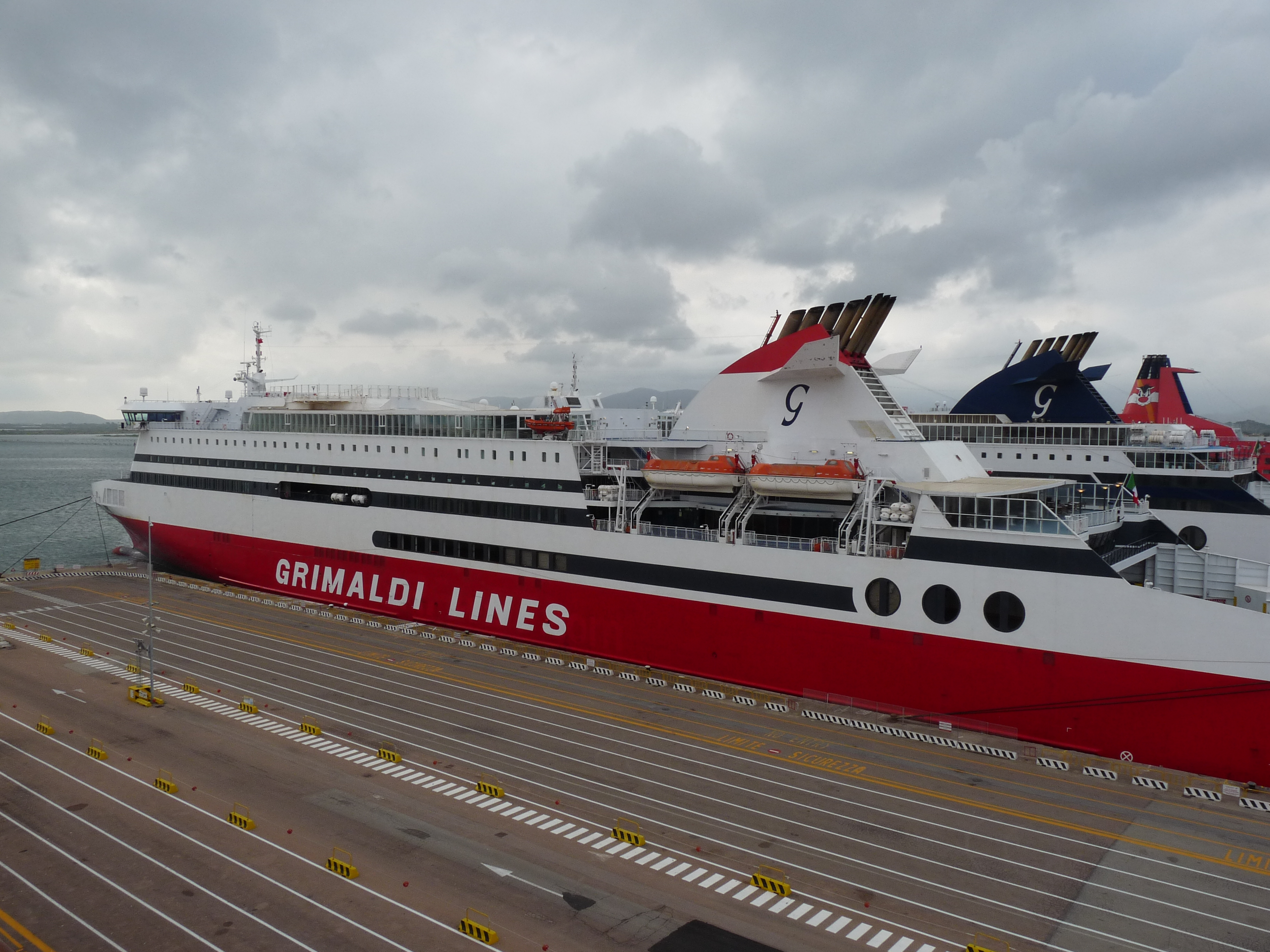
Le Cruise Ausonia arborant la livrée rouge à Olbia en 2018.

Après un bref passage aux chantiers de Perama, le navire est réceptionné par Grimaldi Lines. Rebaptisé Cruise Ausonia, il entre en service entre l'Italie continentale et la Sardaigne en juin 2018. Afin de ne pas retarder sa mise en exploitation, le navire conserve la coque rouge caractéristique de Superfast durant la saison estivale, sur laquelle les logos de la compagnie grecque sont remplacés par ceux de Grimaldi.
Le 28 octobre, alors qu'il effectue une traversée entre Palerme, en Sicile, et Livourne, un incendie se déclare dans la salle des machines aux alentours de 3 heures du matin au large de l'Île d'Ustica. Les 262 passagers sont immédiatement réveillés par l'équipage et conduits aux points de rassemblement, munis de leurs gilets de sauvetage. Tandis que l'équipage parvient à maîtriser le sinistre, le commandant met en marche le moteur restant afin de rentrer sur Palerme. Deux vedettes de la garde côtière italienne, une des marins-pompiers ainsi que le ferry Majestic de la compagnie Grandi Navi Veloci escortent le Cruise Ausonia vers la Sicile alors que le sirocco complique la tâche et ralentit le navire. Le Cruise Ausonia parvient finalement à rallier Palerme dans la matinée,.
Conduit à Gênes afin d'être remis en état, le navire se voit par la même occasion équipé d'un dispositif d'épuration de fumées, communément appelé scrubbers, visant à réduire ses émissions de soufre. Il est également repeint aux couleurs de Grimaldi Lines.

## Aménagements
Le Cruise Ausonia possède 9 ponts. Bien que le navire s'étende en réalité sur 11 ponts, les ponts 4 et 6 inexistants, sont tout de même comptés, et leur absence ne crée ainsi pas de décalage dans la numérotation des étages. Les locaux des passagers couvrent la totalité des ponts 7 et 8 et une partie des ponts 9 et 10. L'équipage loge pour sa part sur la partie avant du pont 9. Les ponts 3 et 5 sont entièrement consacrés au garage ainsi que la partie avant des ponts 1 et 2.

### Locaux communs
Employé à l'origine sur une ligne relativement longue, le Cruise Ausonia est équipé en conséquence au niveau de ses installations pour les passagers. Ceux-ci disposent sur le pont 7 de deux espaces de restauration (à la carte, buffet), trois bars (bar-salon, bar-discothèque, brasserie-bar) ainsi qu'une boutique et un casino. Un bar-lido avec piscine est également présent sur le pont 10 au centre du navire.

### Cabines
Le Cruise Ausonia possède 198 cabines situées sur les ponts 8 et 9 vers l'avant du navire. D'une capacité de deux à quatre personnes, toutes sont pourvues de sanitaires complets comprenant douche, WC et lavabo.

## Caractéristiques
Le Cruise Ausonia mesure 199,90 mètres de long pour 25 mètres de large, son tonnage est de 30 902 UMS. Le navire a une capacité de 1 427 passagers et possède un garage de 1 900 mètres linéaires pouvant contenir 653 véhicules répartis sur quatre niveaux ainsi que 130 remorques. Le garage est accessible par deux portes rampes situées à la poupe. La propulsion du Cruise Ausonia est assurée par quatre moteurs diesels Wärtsilä-Sulzer 12V46C développant une puissance de 48 000 kW entrainant deux hélices faisant filer le bâtiment à une vitesse de 28,6 nœuds. Le navire possède quatre embarcations de sauvetage de grande taille, une embarcation semi-rigide de secours et plusieurs radeaux de sauvetage.

## Lignes desservies
Pour Superfast Ferries, le Superfast XI effectuait dans un premier temps les lignes entre la Grèce et l'Italie sur l'axe Patras - Igoumenitsa - Corfou - Italie. Transféré en 2009 sur les lignes vers la Crète entre Le Pirée et Héraklion, il retournera sur la desserte greco-italienne de 2013 à 2015. Il navigue ensuite entre Le Pirée et les archipels des Cyclades et du Dodécanèse, principalement vers les îles de Syros, Patmos, Leros, Kos et Rhodes de 2015 à 2018.
Depuis 2018, le Cruise Ausonia navigue sur les lignes de la compagnie Grimaldi Lines. Principalement employé sur les liaisons vers la Sardaigne entre Civitavecchia et Olbia dans un premier temps, il est désormais affecté sur la Sicile, et dessert Palerme, tout d'abord au départ de Livourne puis depuis Naples à partir d'octobre 2022. Il a également également été déployé sur la liaison désormais suspendue reliant l'Italie, l'Espagne et le Maroc sur la ligne Savone - Barcelone - Tanger.